# Бистриця (притока Серету)
Бистри́ця (рум. Bistriţa) — річка в Румунії, права притока Серету (басейн Дунаю).
Довжина 272 км, площа басейну 7,9 тис. км².
Бере початок в масиві Родна (Східні Карпати), тече в гірській місцевості, де ділянки широких долин перемежаються з ущелинами. Весняноо-літня повінь. Середня витрата води в гирлі близько 55 м³/сек. ГЕС (найбільша — Стежару потужністю 210 тисяч кВт). Використовується також для сплаву лісу і зрошування. На Бистриці — міста П'ятра-Нямц, Бухуші, Бакеу.
Існує інша Бистриця в Трансильванії, притока Сомешул-Маре.